# Жарменке
Жарменке́ (каз. Жәрмеңке) — село у складі Бокейординського району Західноказахстанської області Казахстану. Входить до складу Сайхінського сільського округу.
Населення — 172 особи (2021; 363 у 2009, 428 у 1999, 403 у 1989).